# John van den Brom
Joseph Antonius (John) van den Brom (Amersfoort, 4 oktober 1966) is een Nederlands voetbaltrainer en voormalig voetballer. Als speler kwam hij uit voor Vitesse, Ajax, De Graafschap en Istanbulspor. Na zijn spelerscarrière werd Van den Brom trainer. Zijn grootste successen vierde hij als trainer in België. Van den Brom werd kampioen met RSC Anderlecht, waarmee hij ook twee keer de Supercup wist te winnen. Met KRC Genk won hij de Beker van België.

## Voetbalcarrière

### Jeugd
Van den Brom begon zijn carrière bij de amateurs van APWC in Amersfoort. In 1984 maakte hij de overstap naar AFC Quick 1890, eveneens een amateurvereniging uit Amersfoort. Hij speelde zich er in de kijker van Vitesse, FC Utrecht en FC Wageningen.

### Vitesse (eerste periode)
In 1986 ging Van den Brom naar Vitesse. Hij maakte zijn debuut in de uitwedstrijd tegen Eindhoven op 16 augustus 1986, die de club uit Arnhem met 1-3 wist te winnen. Hij wist in zeven seizoenen, in 225 wedstrijden tachtig keer te scoren. Hiermee werd hij vier keer de clubtopscorer van Vitesse. Mede door zijn inbreng wist Vitesse in het seizoen 1988/89 na negen jaar weer naar de Eredivisie te promoveren. In het eerste seizoen 1989/90 werd voor het eerst sinds 1927 de bekerfinale gehaald tegen PSV. Een kwartier voor tijd kon Flemming Povlsen, door een verspeelde bal van Roberto Straal, recht op Raimond van der Gouw aflopen. Van der Gouw haalde de PSV'er neer en Stan Valckx scoorde de 1-0 door een penalty. In de blessuretijd trok Straal alle aandacht op toen hij in het strafschopgebied vast werd gepakt door Wim Kieft en Valckx. Van den Brom miste uiteindelijk de gegeven penalty door de redding van Hans van Breukelen. Vitesse verloor uiteindelijk de bekerfinale in De Kuip met 1-0. Verder bereikte Van den Brom met Vitesse in het seizoen 1990/91 en 1992/93 de achtste finale van de UEFA Cup, de beste Europese prestatie die de Arnhemse club ooit heeft geleverd.

### Ajax
Voor het begin van het seizoen 1993/94 maakte Van den Brom de overstap naar Ajax, waar hij werd beschouwd als de opvolger van Wim Jonk. Van den Brom verloor de concurrentie op zijn favoriete positie, die van controlerende middenvelder, echter al snel aan Frank Rijkaard. Van den Brom speelde twee seizoenen voor Ajax. Hij speelde in totaal 44 wedstrijden en maakte daarin zeven doelpunten. Toen Ajax op 24 mei 1995 de finale van de Champions League speelde, werd hij door trainer Louis van Gaal niet in de wedstrijdkern opgenomen. Van den Brom volgde de finale tegen AC Milan vanaf de tribune. Na het seizoen vertrok hij naar het buitenland. Ondanks het feit dat hij door Van Gaal gepasseerd werd voor de Champions League-finale noemde hij de oefenmeester later een voorbeeld.

### Istanbulspor
Van den Brom verhuisde in 1995 naar Turkije. Hij ging voetballen bij Istanbulspor, waar op dat moment Leo Beenhakker trainer was. In het kielzog van Van den Brom vertrok ook Peter van Vossen, met wie hij bij Ajax een sterke vriendschap had opgebouwd, naar Istanbulspor. In 1996 verlieten Van den Brom en Van Vossen transfervrij de club, vanwege een salarisachterstand.

### Terugkeer bij Vitesse
Een seizoen later keerde hij terug op het oude nest bij Vitesse, waar hij vervolgens opnieuw vijf seizoenen speelde. Hier werd hij nog eenmaal clubtopscorer, waarmee zijn totaal op vijf kwam, wat tot op heden nog geen speler heeft geëvenaard. Op de topscorerslijst aller tijden staat Van den Brom op de tweede plaats met 93 doelpunten. Hij staat ook op de tweede plaats met de meest gespeelde wedstrijden bij Vitesse. Hij werd daarom benoemd tot zilveren Vitessenaar.

### De Graafschap
Van den Brom sloot zijn carrière af bij De Graafschap, waar hij twee seizoenen – wederom met zijn vriend Van Vossen – speelde.

### Nederlands elftal
Van den Brom kwam twee keer uit voor Oranje en scoorde daarin één keer. De wedstrijden tegen Malta en San Marino werden respectievelijk met 8-0 en 6-0 gewonnen.

### Statistieken als voetballer
| Seizoen | Club          | Competitie     | Competitie | Competitie |
| Seizoen | Club          | Competitie     | Wed.       | Dlp.       |
| ------- | ------------- | -------------- | ---------- | ---------- |
| 1986/87 | Vitesse       | Eerste divisie | 36         | 17         |
| 1987/88 | Vitesse       | Eerste divisie | 25         | 10         |
| 1988/89 | Vitesse       | Eerste divisie | 36         | 6          |
| 1989/90 | Vitesse       | Eredivisie     | 33         | 14         |
| 1990/91 | Vitesse       | Eredivisie     | 33         | 8          |
| 1991/92 | Vitesse       | Eredivisie     | 32         | 10         |
| 1992/93 | Vitesse       | Eredivisie     | 30         | 15         |
| 1993/94 | Ajax          | Eredivisie     | 27         | 2          |
| 1994/95 | Ajax          | Eredivisie     | 17         | 5          |
| 1995/96 | Istanbulspor  | 1. Lig         | 22         | 3          |
| 1996/97 | Vitesse       | Eredivisie     | 28         | 5          |
| 1997/98 | Vitesse       | Eredivisie     | 15         | 1          |
| 1998/99 | Vitesse       | Eredivisie     | 26         | 1          |
| 1999/00 | Vitesse       | Eredivisie     | 24         | 6          |
| 2000/01 | Vitesse       | Eredivisie     | 6          | 0          |
| 2000/01 | De Graafschap | Eredivisie     | 16         | 2          |
| 2001/02 | De Graafschap | Eredivisie     | 23         | 2          |
| 2002/03 | De Graafschap | Eredivisie     | 3          | 0          |
| Totaal  | Totaal        | Totaal         | 432        | 107        |

### Erelijst als speler
| Nationaal             |    |                  |
| Eredivisie            | 2x | 1993/94, 1994/95 |
| Eerste Divisie        | 1x | 1988/89          |
| Nederlandse Supercup  | 2x | 1993, 1994       |
| Europees              |    |                  |
| UEFA Champions League | 1x | 1994/95          |

## Trainerscarrière
Van den Brom was al vroeg bezig met het trainersvak. Tijdens zijn actieve loopbaan werd Van den Brom jeugdtrainer bij Vitesse 1892, de amateurtak van SBV Vitesse. Zo werkte hij met jongens als Theo Janssen en Andy van der Meijde. Na zijn carrière als profvoetballer werd Van den Brom actief als hoofdscout van De Graafschap en daarna hoofdtrainer van de amateurs van Bennekom, waar hij Peter van Vossen aan zijn elftal toevoegde dat uitkwam in de Hoofdklasse. In april 2004 trad hij in dienst van Ajax, in diverse functies, waaronder Hoofd Jeugdopleidingen. In 2007 ging hij bij AGOVV aan de slag. Bij de Apeldoorners maakte Van den Brom zijn debuut als hoofdtrainer in het betaald voetbal. Bij zijn aanstelling stond de club op de vijftiende plaats, maar hij wist er in drie jaar tijd een subtopper in de Jupiler League van te maken.

### ADO Den Haag
Door zijn prestaties bij AGOVV werd hij in 2010 de nieuwe hoofdtrainer van ADO Den Haag. Dat bleek een goede match te zijn. ADO maakte zijn beste seizoen mee sinds 35 jaar.
Op 20 maart 2011 raakte Van den Brom in opspraak na een 3-2-zege op Ajax. Na afloop van deze wedstrijd werd er een feest gevierd in het supportershome van de ADO-aanhang. Van den Brom greep niet in toen spelers beladen uitspraken deden en sprong mee met de spelers op het lied 'En wie niet springt, die is een Jood'. Een en ander werd gefilmd en gepubliceerd; een paar dagen later bood Van den Brom hiervoor publiekelijk zijn verontschuldigingen aan, maar werd door de KNVB wel voor één wedstrijd geschorst.
Uiteindelijk behaalde Van den Brom met ADO Europees voetbal door de play-offs winnend af te sluiten. Hierdoor plaatste de club zich voor het eerst sinds het seizoen 1986/87 weer voor een Europees bekertoernooi. Door de goede resultaten werd Van den Brom genomineerd voor de Rinus Michels Award. De prijs ging dat jaar echter naar de trainer van FC Twente, Michel Preud'homme.

### Vitesse (eerste periode)
Op 24 juni 2011 werd bekend dat Van den Brom wilde overstappen van ADO Den Haag naar zijn oude liefde Vitesse, waar hij een contract kon tekenen voor twee seizoenen, met een optie voor nog een jaar. De overstap was omstreden. Van den Brom stond nog een jaar onder contract bij ADO Den Haag en Vitesse had buiten medeweten van ADO met Van den Brom gesproken, tijdens een vakantie in Zuid-Frankrijk. De tweevoudige international speelde elf jaar bij de Arnhemse club en was in vier seizoenen topscorer. Hij maakte er nooit een geheim van graag als hoofdtrainer te willen terugkeren in de Gelredome. Na moeizame onderhandelingen over de vergoeding, die meermalen werden afgebroken, werd op 30 juni bekend, dat de clubs overeenstemming hadden bereikt over de transfer naar Vitesse. Bij Vitesse volgde Van den Brom Albert Ferrer op, wiens aflopende contract niet werd verlengd.
Van den Brom maakte op 7 augustus 2011 zijn debuut als hoofdcoach van Vitesse in de uitwedstrijd tegen ADO. Bij de oude club van Van den Brom pakte Vitesse één punt met een 0–0 gelijkspel. Uiteindelijk eindigde Vitesse na 34 wedstrijden op de 7e plaats met 53 punten. Vitesse plaatste zich daardoor voor de Play-offs om Europees voetbal. In de eerste ronde van de Play-offs won Vitesse over twee wedstrijden van NEC, waardoor de finale behaald werd. In de finale won Vitesse vervolgens over twee wedstrijden van RKC Waalwijk, wat Europees voetbal om de UEFA Europa League betekende. Echter, clubeigenaar Merab Zjordania was zeer ontevreden met de behaalde zevende plaats en stuurde aan op een breuk met Van den Brom. Anderlecht bleek uiteindelijk bereid Van de Brom over te nemen.

### RSC Anderlecht
Op 29 mei 2012 werd bekend dat Van den Brom de nieuwe hoofdtrainer van Anderlecht zou worden. Hij tekende voor drie seizoenen. Op 22 juli won Van den Brom zijn eerste prijs als trainer, door de wedstrijd om de Supercup te winnen van Lokeren. Op 28 augustus 2012 behaalde de Belgische club de groepsfase van de UEFA Champions League. Op 19 mei 2013 werd hij met Anderlecht kampioen van België.
Zijn tweede seizoen in Brussel verliep moeizamer. De ploeg werd uitgeschakeld in de groepsfase van de Champions League en raakte in de competitie al snel op een flinke achterstand op Standard Luik. Op 10 maart 2014 werd Van den Brom ontslagen wegens de tegenvallende resultaten. De club stond op dat moment derde in de competitie met twaalf punten achterstand op Standard. Hij werd opgevolgd door zijn assistent, Besnik Hasi.

### AZ
In 2014 trad Van den Brom in dienst bij AZ als opvolger van Marco van Basten. Onder Van de Brom won AZ geen prijzen, maar dwong het wel meermaals direct Europees voetbal af. In het seizoen 2016/2017 bereikte AZ de finale van de KNVB beker, waarin Vitesse won (0-2). Een jaar later stond AZ wederom in de bekerfinale. De wedstrijd eindigde in 0-3 voor Feyenoord, waardoor Van der Brom met zijn team voor de tweede keer naast de beker greep. Na het seizoen 2017/2018 werd Van der Brom genomineerd voor de Rinus Michels Award.
Op 10 december 2018 werd bekend dat Van den Brom aan het einde van het seizoen 2018/2019 zou stoppen. Daarmee kwam er een einde aan de periode van de langstzittende trainer in de clubgeschiedenis. Na een 4-2 verlies op Excelsior sloot Van den Brom zijn AZ-periode af op een vierde plaats en een plek in de voorronde van de Europa League.

### FC Utrecht
Op 30 januari 2019 werd bekend dat John van den Brom met ingang van het seizoen 2019/2020 de hoofdtrainer zou worden van FC Utrecht. Hij zou daarmee de opvolger worden van Dick Advocaat bij Utrecht, Het contract van Van den Brom liep tot en met 2022.
Van den Brom maakte op 25 juli 2019 zijn officiële debuut als hoofdcoach van FC Utrecht in de UEFA Europa League thuis tegen HŠK Zrinjski. Deze wedstrijd werd met 1-1 gelijkgespeeld. Uit werd een week later met 2-1 verloren na verlenging, waardoor FC Utrecht uitgeschakeld was in de Europa League. Op 4 maart 2020 bereikte FC Utrecht ten koste van Ajax de finale van de TOTO KNVB Beker. In eigen huis werd Ajax met 2-0 verslagen. De finale is door de uitbraak van de COVID-19 pandemie nooit gespeeld.

### KRC Genk
Op 6 november 2020 maakte Van den Brom de overstap van FC Utrecht naar het Belgische KRC Genk, waar hij een contract tekende tot medio 2023.
Gedurende een mindere periode na de winterstop hing ontslag boven het hoofd van Van den Brom. Hij kreeg Genk echter terug op de rails en in de finale van de Beker van België won Genk met 2-1 tegen Standard Luik. Het was zijn eerste bekerwinst. Na een geweldige reeks in de champions play-offs werd Genk uiteindelijk tweede met gelijke punten als Club Brugge. In het seizoen 2021/22 waren de resultaten van Genk opnieuw tegenvallend, waardoor Van den Brom begin december 2021 ontslagen werd als trainer van KRC Genk.

### Al-Taawoun
Op 31 maart 2022 werd Van den Brom gepresenteerd als nieuwe hoofdtrainer van het Saoedische Al-Taawoun dat uitkomt in de Saudi Professional League. Op 7 mei 2022 werd Van den Brom na zeven wedstrijden ontslagen toen Al-Taawoun naar de veertiende plaats was afgezakt.

### Lech Poznań
Van juli 2022 tot december 2023 was Van den Brom trainer van Lech Poznań. Op het moment van ontslag stond de club op de derde plaats in de competitie. De club wist zich niet te plaatsen voor het hoofdtoernooi van de Conference League, terwijl het daarvoor hij nog de kwartfinales wist te bereiken met de club.

### Terugkeer bij Vitesse
Begin mei 2024 werd Van den Brom met ingang van het seizoen 2024/'25 aangesteld als trainer van Vitesse.

### Statistieken als trainer
| Seizoen | Competitie             | Club           | Stand                | Ptn. | Bijzonderheden |
| ------- | ---------------------- | -------------- | -------------------- | ---- | --- |
| 2003/04 | Zaterdag Hoofdklasse B | Bennekom       | 6e                   | 33   | |
| 2007/08 | Eerste divisie         | AGOVV          | 18e                  | 38   | |
| 2008/09 | Eerste divisie         | AGOVV          | 11e                  | 52   | |
| 2009/10 | Eerste divisie         | AGOVV          | 5e                   | 55   | Geplaatst voor de Play-offs om promotie |
| 2010/11 | Eredivisie             | ADO Den Haag   | 7e (5e na Play-offs) | 54   | Geplaatst voor Europees voetbal door winst Play-offs                                                                                           |
| 2011/12 | Eredivisie             | Vitesse        | 7e (6e na Play-offs) | 53   | Geplaatst voor Europees voetbal door winst Play-offs                                                                                           |
| 2012/13 | Pro League             | RSC Anderlecht | 1e (1e na Play-offs) | 49   | Kampioen van België, Belgische Supercup gewonnen                                                                                               |
| 2013/14 | Pro League             | RSC Anderlecht | 3e1                  | 54   | Winnaar Belgische Supercup, ontslagen op 10 maart 2014                                                                                         |
| 2014/15 | Eredivisie             | AZ             | 3e                   | 62   | Geplaatst voor Europees voetbal |
| 2015/16 | Eredivisie             | AZ             | 4e                   | 59   | Geplaatst voor Europees voetbal |
| 2016/17 | Eredivisie             | AZ             | 6e (6e na Play-offs) | 49   | Verlies KNVB beker en de Play-offs voor Europees voetbal                                                                                       |
| 2017/18 | Eredivisie             | AZ             | 3e                   | 71   | Verlies KNVB beker en geplaatst voor Europees voetbal                                                                                          |
| 2018/19 | Eredivisie             | AZ             | 4e                   | 58   | Geplaatst voor Europees voetbal |
| 2019/20 | Eredivisie             | FC Utrecht     | 6e                   | 41   | Competitie voortijdig beëindigd na 25 wedstrijden. Finalist KNVB beker. De finale is door de uitbraak van de COVID-19-pandemie nooit gespeeld. |
| 2020/21 | Eredivisie             | FC Utrecht     | 8e2                  | 9    | Tijdens het seizoen maakte hij de overstap naar het Belgische KRC Genk.                                                                        |
| 2020/21 | Pro League             | KRC Genk       | 2e                   | 44   | Winnaar Beker van België en geplaatst voor Europees voetbal                                                                                    |
| 2021/22 | Pro League             | KRC Genk       | 8e3                  | 22   | Verlies Belgische Supercup, ontslagen op 6 december 2021                                                                                       |

1Op moment van ontslag na 29 wedstrijden.
2Na 6 wedstrijden overgestapt naar Genk.
3Op moment van ontslag na 17 wedstrijden.

### Erelijst als trainer
| Nationaal          |    |            |
| Belgische Supercup | 2x | 2012, 2013 |
| Eerste klasse      | 1x | 2012/13    |
| Beker van België   | 1x | 2020/21    |

## Trivia
- Van den Brom maakt deel uit van het gelegenheidsteam van oud-Vitesse, dat bij diverse gelegenheden in actie komt.
- In 2000 werd Van den Brom tot erelid benoemd. Van Vitesse ontving hij de decoratie "Zilveren Vitessenaar", mede voor zijn rol in het eerste voetbalteam van Vitesse.[20]